# 大和煮
大和煮（日语： Yamatoni）是一种将肉类加酱油、砂糖、生姜等调味料炖煮而成的日式料理，一般以罐頭的形式面市。大和煮主要以牛肉为原料，但也适合料理鲸肉等异味较重的肉类。自明治时期问世以来，大和煮长期构成日本军队伙食的重要组成部分，并为肉食在日本的普及作出了重大贡献。大和煮罐头至今仍是一种家常方便食品，可以开罐即食、或结合其他食材一起烹调，同时也是一种理想的应急食物。日本各地的大和煮根据食材的不同而各具风味。

## 历史
大和煮的历史可以追溯到明治初年。1881年，日本发明家、罐头业先驱前田道方在东京小石川开设工厂，准备以附近狩猎场收获的鸭子为原料生产肉类罐头。起初他尝试模仿西方舶来品的做法，将鴨肉加盐腌制或用水煮，但市场反响不佳。为了适应国人的口味，他在煮鸭肉时改加酱油、砂糖和味醂调味，结果十分可口。随后前田找到当时《朝野新闻》的总编辑泽田直温，请他为这种新菜色想一个响亮的名号。泽田提出用寓意日本本土风情的“大和煮”，立刻得到了采纳。大和煮的问世刊登在《东京舆论新志》等报刊媒体上，轰动一时。不久鸭肉供不应求，前田便改用当时刚刚兴起的食用肉牛肉，从此奠定了牛肉作为大和煮主流的基调。:145

### 军用副食

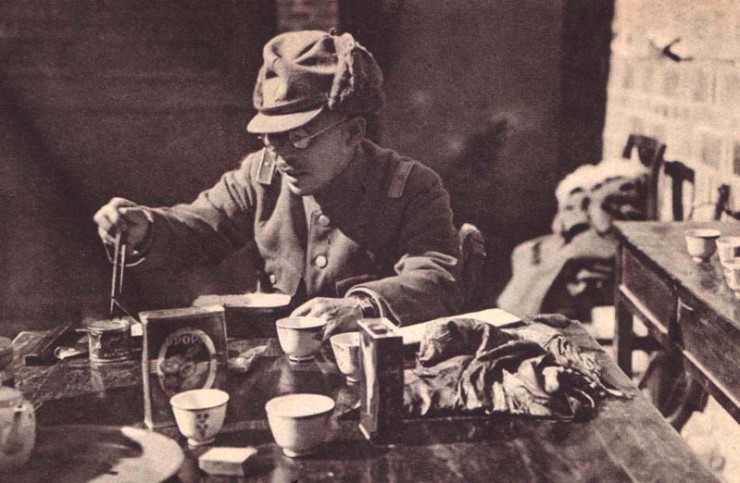
一名日军军官正在进食牛肉大和煮罐头，面前还有两罐水果硬糖

在当时大和煮罐头的众多客户中，最大的市场来自日本军队。从西南战争起，日本陆军便开始从民间企业采购牛肉罐头作为单兵口粮，并称之为“牛缶（ぎゅうかん，旧字体：牛罐）”，用牛肉烹制的大和煮也很快成为日军伙食的中流砥柱。除了牛肉，日本还开发出用鯨魚肉制成的大和煮罐头。1894年中日甲午战争爆发之际，日本水产讲习所讲师伊谷以知二郎带领三十余名学生，以“义务劳动”为名用貝氏喙鯨赶制了2,800个鲸鱼罐头，将其命名为“勇鱼大和煮”并献给陆军。整个甲午战争期间，日本陆军合计采购了2,517,380日元的罐装食品，在约两百万日元的牛肉罐头支出中，99.98%为牛肉大和煮。
甲午战争结束后，军队需求一落千丈。为了消化过剩的库存，日本陆军将积压的大和煮罐头低价投入民用市场，价廉物美的牛肉大和煮逐渐走进寻常百姓家:168。1902年11月，明治天皇前往熊本县检阅陆军“特别大演习”。列车行至广岛县附近，天皇用一罐牛肉大和煮罐头当做午餐。一经报道，牛肉大和煮随即一炮走红，自此主宰了日本国内罐头肉市场:343。
日俄战争期间，日本再次将士兵钟爱的牛肉大和煮罐头大批运往战场。为了向前线供应足够的牛肉罐头，日本国内罐头用的活牛屠宰量从日均40头猛增至日均500头，一时间牛价腾贵，征用耕牛甚至斗牛都入不敷出，不得不从国外进口牛肉罐头:308。第8師團卫生队的一名军医在一份卫生报告中记录了牛肉大和煮在前线的地位：“其既可以直接食用也可以加热煮食，甚至还可以和米饭一起煮成什锦菜饭，作为饱腹的首选是不可或缺的口粮。”和十年前一样，战争再次导致了生产过剩，许多牛肉罐头没有在战场使用，便直接流入了民间消费:311。
二战时期，日本在野战口粮上已经有了长足的进步，各种新型便携食品丰富了配餐，但大和煮依然是主要且容易获得的肉类副食。由于兵站补给方面的问题，驻屯滿洲國的关东军等部队经常终日以牛肉大和煮罐头为食。到了太平洋战争后期，由于物资匮乏，罐头被列为军用品，其配给、消费、储藏等都要受国家管控，优先供应军队:653，牛肉大和煮几乎在民间消费中绝迹。同时罐头内容物质量也急剧下降，甚至出现使用牛血混着杂粮制作的‘大和煮’罐头。
今天，日本陆上自卫队配发的单兵口粮“战斗粮食I型”的配菜方案裡，依然有大和煮风味的“调味牛肉罐头”。

## 各地风味
大和煮使用酱油、生姜等调味料调味，口味浓重。除了最常见的牛肉外，也适合用于料理本身有异味的肉类，如鲸肉、羊肉、马肉，以及各种野味。各地的人们会根据出产因地制宜，变化出多种多样的乡土料理。北海道的知床半岛盛产用当地的三种野生动物虾夷鹿、棕熊和海狮制成的大和煮罐头，搭配嫩笋及生姜，口味独特。捕鲸重镇宫城县石卷市至今遵照60年来的传统，取长须鲸下颚至腹部间油花分布均匀的霜降肉切大块，以大量姜丝铺底炖煮成罐头。食用时隔水加热，佐以切得极细的蔥白，以其脆嫩彰显鲸肉的肥糯。当地水产厂家还将储存鱼油的油罐漆成大和煮罐头的样子，以“世界第一罐头”的名号招揽游客（该油罐在2011年3·11大地震时被海啸摧毁）。在长野县，当地的做法是将细黄胡蜂的肥嫩幼虫过油煸炒，加砂糖、酱油、盐等炖煮后，趁热与米饭拌匀。1947年昭和天皇在视察长野县松本市时尝到了这种料理，赞不绝口。即便晚年动完胰脏手术食欲不振时，依然对蜂蛹大和煮拌麦饭情有独钟。除此之外，日本企业还生产干贝大和煮、香菇大和煮、海帶大和煮甚至山椒大和煮等。

## 品质问题
由于调料味重，肉质难以区分，大和煮的烹调方法给了不法商家鱼目混珠的可趁之机。早在甲午战争时，就曾曝出在大和煮罐头中夹杂碎石的“掺石罐头事件”:174。1960年，经消费者举报，日本主婦聯合會对市售的牛肉罐头进行了抽查，结果发现，当时生产牛肉大和煮罐头的20多家厂商中，真正完全使用牛肉的仅有两家，绝大多数使用的都是廉价的马肉或鲸肉。消息一出，舆论哗然，“假牛肉罐头事件”立刻成为公众瞩目的社会焦点，并由此牵扯出日本在宣传营销、垄断竞争等方面一系列陈年积弊，最终促成了不当景品類及不当表示防止法的出台。

## 延伸阅读
- 鹰扬. 阎京生 , 编. . 战争史研究 (内蒙古人民出版社). 2010, (第35期): 2-33. ISBN 720404651X.